# Município de Swan Creek (condado de Fulton, Ohio)
O município de Swan Creek (em inglês: Swan Creek Township) é um município localizado no condado de Fulton no estado estadounidense de Ohio. No ano de 2010 tinha uma população de 8.566 habitantes e uma densidade populacional de 78,33 pessoas por km².

## Geografia
O município de Swan Creek encontra-se localizado nas coordenadas 41° 32′ 23″ N, 83° 56′ 09″ O. Segundo a Departamento do Censo dos Estados Unidos, o município tem uma superfície total de 109.35 km², da qual 108.9 km² correspondem a terra firme e (0.41%) 0.45 km² é água.

## Demografia
Segundo o censo de 2010, tinha 8.566 habitantes residindo no município de Swan Creek. A densidade populacional era de 78,33 hab./km². Dos 8.566 habitantes, o município de Swan Creek estava composto pelo 96.92% brancos, o 0.53% eram afroamericanos, o 0.28% eram amerindios, o 0.15% eram asiáticos, o 0.02% eram insulares do Pacífico, o 1.1% eram de outras raças e o 1% pertenciam a duas ou mais raças. Do total da população o 3.82% eram hispanos ou latinos de qualquer raça.